# Madagaskar-Kiebitz
Der Madagaskar-Kiebitz (Vanellus madagascariensis) ist eine ausgestorbene Watvogelart aus der Gattung der Kiebitze (Vanellus), die nur durch zwei subfossile Oberarmknochen bekannt geworden ist. Der linke und der rechte Oberarmknochen wurden an zwei unterschiedlichen Orten auf Madagaskar zu Tage gefördert. Der erste stammt aus Ampoza nahe Akkazoabo und der zweite aus Lamboharna nördlich von Toliara. Diese Knochen befinden sich im American Museum of Natural History in New York und im Muséum national d’histoire naturelle in Paris.
Laut Radiokohlenstoffdatierung starb die Art im 14. Jahrhundert durch die Austrocknung ihres Lebensraumes und die daraus resultierende Schrumpfung ihres Verbreitungsgebietes aus. Der Madagaskar-Kiebitz repräsentiert die erste bisher auf Madagaskar bekannt gewordene Kiebitzart. Über Aussehen, Lebensweise und Verbreitungsgebiet ist nichts bekannt geworden.